# Festiwal Opery Współczesnej
Festiwal Opery Współczesnej we Wrocławiu (też: Festiwal Oper Współczesnych+) – festiwal operowy organizowany od 2008 roku przez Operę Wrocławską.
Festiwal promuje i popularyzuje polską i światową operę współczesną.
Na pierwszej edycji festiwalu odbyły się m.in. prapremiery oper: Antygona Zbigniewa Rudzińskiego, Jutro Tadeusza Bairda, Kolonia karna Joanny Bruzdowicz, Raj utracony Krzysztofa Pendereckiego.
V edycja festiwalu przyniosła m.in. światową prapremierę opery Leszka Możdżera Immanuel Kant.
Edycje festiwalu:
- I Festiwal Opery Współczesnej – (od 16-09-2008 do 21-09-2008)
- II – (od 01-10-2010 do 17-10-2010)
- III – (od 28-09-2012 do 05-10-2012)
- IV – (od 03-10-2014 do 12-10-2014)
- V Festiwal Oper Współczesnych + – (od 25-11-2017 do 03-12-2017)

## Źródła
- Edycje Festiwalu w bazie e-teatr